# بخش مرکزی شهرستان اصفهان
بخش مرکزی تنها بخش‌ شهرستان اصفهان در استان اصفهان ایران است.

## تقسیمات کشوری
- بخش مرکزی شهرستان اصفهان
  - دهستان کرارج
  - دهستان براآن شمالی
  - دهستان قهاب شمالی
  - دهستان براآن جنوبی
  - دهستان قهاب جنوبی
  - دهستان جی
  - دهستان محمودآباد

شهرها : اصفهان ، بهارستان ، قهجاورستان ، زیار

## جمعیت
براساس سرشماری عمومی نفوس و مسکن در سال ۱۳۹۵، جمعیت بخش مرکزی شهرستان اصفهان برابر با ۲،۱۳۰،۹۷۰ نفر بوده‌است.